# Kabir Khan
Kabir Khan (hindi. कबीर खान) (ur. 1971) – muzułmański reżyser, scenarzysta i operator filmowy, z pochodzenia Pasztun, zaczynał od filmów dokumentalnych (zaangażowanych społecznie).
Jeden z sześciu reżyserów pracujących dla sławnej wytwórni Yasha Chopry Yashraj Films. Otrzymał 2 międzynarodowe nagrody. Aktualnie pracuje nad filmem New York przedstawiającym sytuację azjatyckich studentów w Nowym Jorku po zamachu na World Trade Center. (z Irfan Khanem i John Abrahamem).
Żonaty z Mini Mathur, sławną z prowadzonych programów w TV (Indian Idol, Indyjskie MTV)

## Filmografia

### Reżyser
- 1999: The Forgotten Army (dokumentalny)
- 2006: Kabul Express
- 2009: New York
- 2012: Ek Tha Tiger
- 2015: Bajrangi Bhaijaan
- 2015: Phantom
- 2017: Tubelight
- 2021: 83
- 2024: Chandu Champion

### Asystent reżysera
- 2008: One Two Three

### Scenarzysta
- 2006: Kabul Express
- 2012: Ek Tha Tiger
- 2015: Phantom
- 2017: Tubelight
- 2020: Zapomniana armia (The Forgotten Army - Azaadi Ke Liye)
- 2021: 83

### Operator
- 2006: The Journalist and the Jihadi: The Murder of Daniel Pearl (TV) - film porównujący ze sobą losy postacie dziennikarza Daniela Pearla i jego zabójcy

## Nagrody
- Asian First Festival za najlepszą reżyserię, za debiut - Kabul Express 2006
- nagroda Film South Asia za dokumentalny film The Forgotten Army (1999)